# Основной закон: Достоинство и свобода человека
Основной закон: Достоинство и свобода человека (ивр. חוק יסוד: כבוד האדם וחירותו‎) — один из основных законов Израиля, который призван защищать фундаментальные права человека. В соответствии с этим законом, человеческое достоинство и свобода являются высшими ценностями, и в его рамках обеспечивается защита таких прав, как право на жизнь, неприкосновенность тела, уважение достоинства, право на собственность, неприкосновенность частной жизни, личная свобода, а также свобода передвижения внутри и за пределами страны.
Закон был принят в Кнессете 17 марта 1992 года. Его основная цель — обеспечить определённую защиту прав человека от посягательств как со стороны руководящих органов, так и со стороны самого законодательного органа.

## Основные положения закона
- Защита чести и свободы человека: закон гласит, что достоинство, жизнь или тело человека не должны быть ущемлены;
- Защита собственности: закон охраняет права человека на его имущество;
- Личная свобода: закон обеспечивает каждому человеку право на свободу;
- Защита конфиденциальности: закон обеспечивает неприкосновенность частной жизни и уважает достоинство личности;
- Право на въезд и выезд из Израиля: каждый гражданин страны имеет возможность свободно перемещаться внутри и за её пределами;
- Положение о том, что закон разрешает нарушать права, которые он защищает, только в соответствии с законом, для достижения определённой цели, в интересах общества и в допустимых пределах;
- Действие: закон охватывает все государственные учреждения и каждого жителя Израиля[3].

## Значение закона
Этот закон занимает особое место в защите прав человека в Израиле. Этот закон придаёт правам человека конституционный статус и обеспечивает их защиту даже от посягательств со стороны самого законодательного органа. Закон служит основой для принятия судебных решений по различным вопросам, связанным с правами человека, и оказывает значительное влияние на израильское право.